# 施耐港

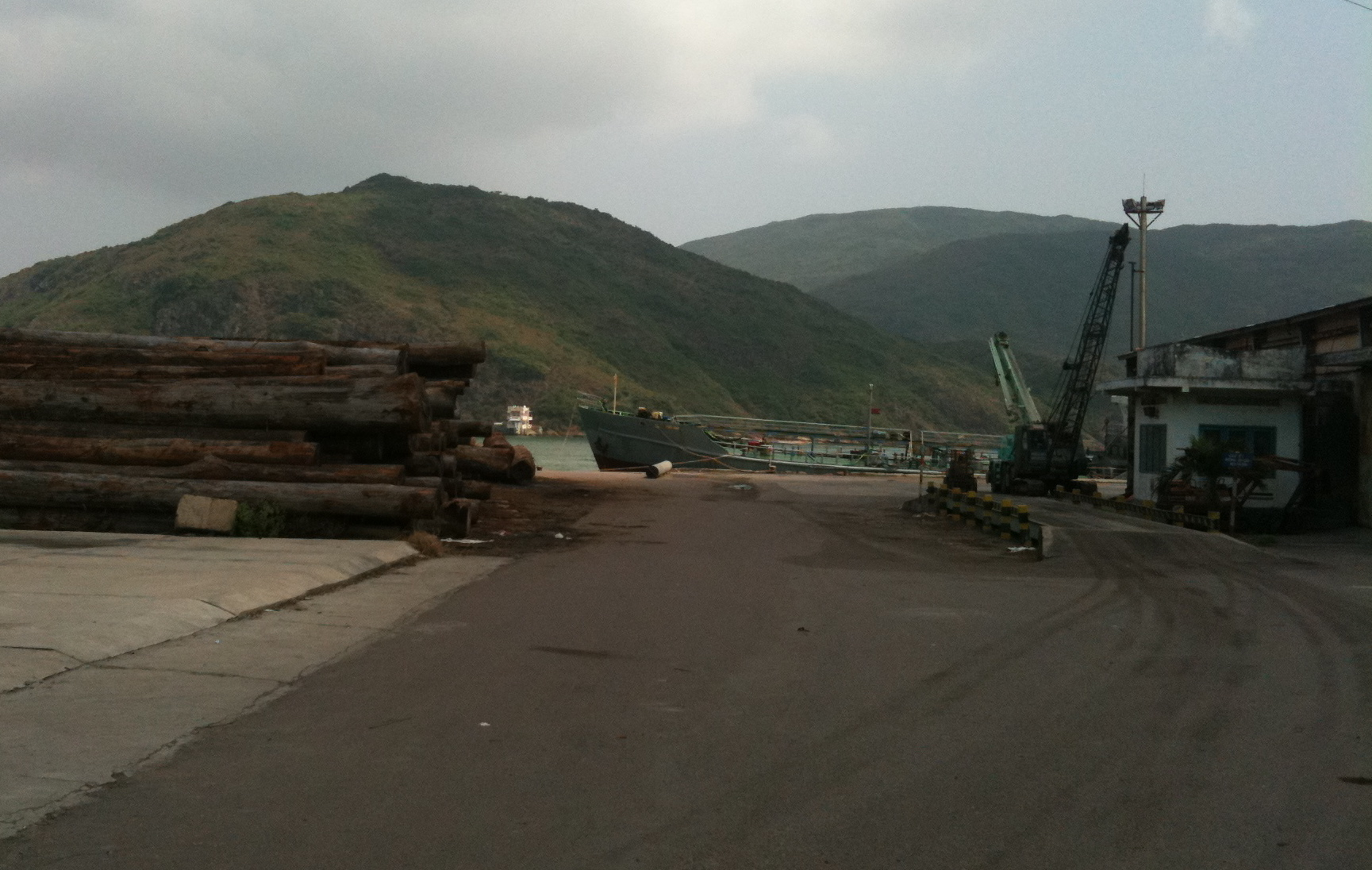
2011年的施耐港

施耐港（越南语：／）是越南平定省的一個重要海港，位於歸仁市海港坊東端。
施耐港原名「尸唎皮奈」（Çri Vinaya），位於占城古代首都毗阇耶（Vijaya，今平定省茶盘遺址）附近。越南史籍称作「尸耐」，中國史籍稱作“新州”。陳睿宗曾親自征討占城，在此處陣亡。占城為越南所滅後，改稱施耐，成為越南重要海港，舊阮和西山軍曾在此處交戰。